# Alejandro Oropeza Castillo
Alejandro Oropeza Castillo (Caracas, Venezuela, 4 de abril de 1910-Caracas, Venezuela, 28 de diciembre de 1964) fue un dirigente sindical y político venezolano. Promovió una campaña por la que se trabajarían 44 horas semanales, así como la creación de un Ministerio del Trabajo y la creación de una ley que amparase a los trabajadores.

## Primeros años
Hijo de Alejandro Oropeza Benítez y Trina Castillo de Oropeza, Alejandro Oropeza nace en la ciudad de Caracas el 4 de abril del año de 1910. Sus primeros estudios los realiza en el colegio La Salle, donde se gradúa de bachiller. En 1927, inicia sus estudios superiores en la Universidad Central de Venezuela (UCV). Al año siguiente, en 1928, es enviado como prisionero al castillo de Puerto Cabello debido a su participación de febrero durante la Semana del Estudiante.

## Actividad política
Posteriormente, pasó a vivir como exiliado en Cali, Colombia hasta su posterior regreso a Venezuela en el año de 1930. Durante estos años de su juventud, se dedicó a vender automóviles. A la muerte de Juan Vicente Gómez en el año de 1936, se incorpora a la lucha sindical y política del país. Funda la Asociación Nacional de Empleados (ANDE), y dentro del Partido Democrático Nacional (PND) milita de forma política en el Movimiento de Organización Venezolana (ORVE).
En el año de 1936, es arrestado nuevamente por haber promovido una huelga general en junio de ese año, es enviado a la cárcel El Obispo, en Caracas. En 1937, es exiliado del país y regresa a vivir a Colombia, esta vez residenciado en Barranquilla. En 1941, de vuelta en Venezuela, funda en el golfo de Cariaco una compañía pesquera y funda una agencia de publicidad.
Después del golpe de Estado de octubre de 1945, Alejandro Oropeza es nombrado como director del Banco Obrero, en los años siguiente se le daría también la tarea de organizar y dirigir la Corporación Venezolana de Fomento (CVF). En 1948, otro golpe de Estado tuvo lugar en el país el cual provocó que Oropeza volviera a ser apresado y exiliado. En el tiempo que transcurre durante este nuevo exilio, es nombrado por la Organización de las Naciones Unidas (ONU) como jefe de la Oficina de Asistencia Técnica para la América Latina, esto lo lleva a asistir a varias conferencias y a viajar por varios países de Centroamérica. Finalmente, se residencia en Bolivia donde por su labor realizada en ese país, la Universidad Mayor de San Andrés de La Paz le otorga el título honoris causa.

## Últimos años
En 1958 cuando en Venezuela es derrocado el general Marcos Pérez Jiménez, la ONU nombra a Alejandro Oropeza representante especial de las Naciones Unidas en Pakistán, pero este lo rechaza y decide volver a Caracas donde colabora con la creación de la Asociación Pro-Venezuela y funda la editorial Cordillera. Durante el gobierno del presidente Rómulo Betancourt, es nombrado director del Banco Central. En 1960, es designado gobernador del Distrito Federal y en 1964, presidente de la Fundación para el Desarrollo de la Comunidad y Fomento Municipal. El 28 de diciembre de ese mismo año fallece a causa de un accidente aéreo en su viaje desde el antiguo aeropuerto La Carlota.